# Tusholi Corona
La Tusholi Corona è una struttura geologica della superficie di Venere.